# Caroline du Sud
Pour les articles homonymes, voir Caroline.
La Caroline du Sud (en anglais : South Carolina, prononcé : [ˌsaʊθ kɛɹəˈlaɪnə]) est un État du Sud des États-Unis, dont la capitale est Columbia et la plus grande ville est Charleston. Avec une population de 5 373 555 habitants en 2023 sur une superficie de 82 965 km2, l'État est le 23e du pays par sa population et le 40e par sa taille. Divisé en 46 comtés, il est bordé à l'ouest et au sud par la Géorgie, au nord par la Caroline du Nord et à l'est par l'océan Atlantique. La Caroline du Sud fait partie des Treize Colonies qui fondèrent les États-Unis à la suite de la guerre d'indépendance. En raison de son climat subtropical humide, l'État est fréquemment touché par des tornades et des cyclones tropicaux durant les mois d'été.
Le territoire est longtemps peuplé par de nombreuses tribus amérindiennes, dont les plus grandes sont les Cherokees et les Catobas. En 1562, une trentaine de huguenots établit un fort sur la côte qui sera détruit l'année suivante. Les Espagnols fondent en 1566 sur le même site une colonie, nommée Mission Santa Elena, qui sera abandonnée en 1587. 
Les Britanniques s'approprient la région en 1663 et créent la province de Caroline. En 1723, elle devient une province autonome, qui inclut la future Géorgie. Comme les États voisins, la Caroline du Sud prospéra au cours du XVIIIe siècle et du XIXe siècle grâce à une économie de plantation esclavagiste (tabac, coton). Fer de lance de la lutte des colonies contre les Britanniques, elle se révolte lors de la révolution américaine et établit son propre gouvernement en 1776. En 1777, elle est le premier État à signer les Articles de la Confédération et devient le huitième État de l'Union le 23 mai 1788. Fortement ségrégationniste, la Caroline du Sud est également le premier État à faire sécession (décembre 1860).
Au cours du XXe siècle, la Caroline du Sud voit sa population augmenter fortement. La vocation agricole de son économie perdure, bien qu'elle se soit diversifiée dans les services et notamment l'éducation universitaire : elle compte d'importantes universités, dont l'université de Caroline du Sud, le College de Charleston (en), l'université Furman et l'université Clemson. Le Columbia Museum of Art et le Gibbes Museum of Art, situé à Charleston, sont les deux principaux musées de l'État. À l'image du Sud profond, la Caroline du Sud est un bastion du Parti républicain, marqué par l'importance du protestantisme baptiste et un conservatisme social. La peine de mort par injection létale y est en vigueur. On y retrouve enfin une grande variété de milieux naturels, entre les régions montagneuses du Piedmont et le début des montagnes Blue Ridge, de grands lacs comme le lac Marion et les paysages caractéristiques du sud (bayous, palmeraies).

## Origine du nom
La Caroline du Sud tire son nom des monarques Charles I et Charles II, rois d'Angleterre.

## Histoire
Avant l'arrivée des colons européens, le territoire est habité par de nombreuses tribus amérindiennes, dont les plus grandes étaient les Cherokees et les Catobas.
La Caroline du Sud fut peuplée brièvement par une trentaine de colons français huguenots en 1562-1563, puis par une colonie espagnole, nommée Mission Santa Elena, entre 1566 et 1587. Les britanniques débarquèrent à partir de 1670.
La Caroline devint officiellement une colonie royale détachée de la Virginie en 1712, et tire son nom du désir de Charles II d'Angleterre d'honorer la mémoire de son père Charles Ier. Elle fut séparée en 1729 en deux, Caroline du Nord et Caroline du Sud, laquelle incluait la future Géorgie, à la suite de sa cession par leurs huit propriétaires à la couronne britannique. Son économie prospéra grâce à la culture du tabac, dont le débouché était assuré par les achats massifs de la ferme du Tabac française et le bas prix rendu possible par l'esclavagisme. Une compagnie fondée par les grands propriétaires des plantations de tabac, la Compagnie d'Afrique, importait les esclaves : en 1732, la colonie compte 32 000 Noirs pour 14 000 Blancs.
La Caroline du Sud se révolta contre la Grande-Bretagne lors de la révolution américaine et établit son propre gouvernement le 15 mars 1776.
Le 5 février 1778, la Caroline du Sud fut le second État révolté à ratifier la première constitution américaine, abandonnée dix ans plus tard, et appelée the Articles of Confederation (« les Articles de la Confédération »). La délégation de Caroline du Sud signa les articles le 9 juillet 1778, avec 8 autres États.
La constitution américaine définitive ayant été proposée aux anciennes 13 colonies rebelles le 17 septembre 1787, la Caroline du Sud fut le huitième État à la ratifier, le 23 mai 1788.
La Caroline du Sud fut aussi le premier État à quitter l'Union le 20 décembre 1860. Le 12 avril 1861, les batteries confédérées commencèrent à bombarder Fort Sumter, commençant ainsi la Guerre de Sécession. Charleston fut bloqué et la marine de l'Union prit les Sea Islands, chassant les propriétaires des plantations et mettant en place une expérience de liberté pour les ex-esclaves. La Caroline du Sud comptait alors plus d'esclaves que de citoyens libres.
Les troupes de Caroline du Sud participèrent à la majeure partie des campagnes confédérées, mais aucune bataille majeure n'eut lieu sur ses terres. Le général William Tecumseh Sherman marcha sur l'État en 1865, détruisant de nombreuses plantations, et captura la capitale, Columbia, le 17 février. Les tirs commencèrent la nuit et, le matin suivant, la quasi-totalité du centre-ville avait été détruite.
Après la guerre de Sécession, la situation des Noirs ne s'améliore que très peu dans l’État en dépit de l'abolition de l'esclavage. Des patrouilles continuent de harceler voire d'assassiner des Noirs ; ceux-ci sont également privés de facto de leurs droits civiques pourtant théoriquement reconnus et la loi leur interdit l'exercice de toutes professions « artistiques, commerciales ou industrielles », leur permettant seulement de devenir domestiques ou valets de ferme.

## Géographie

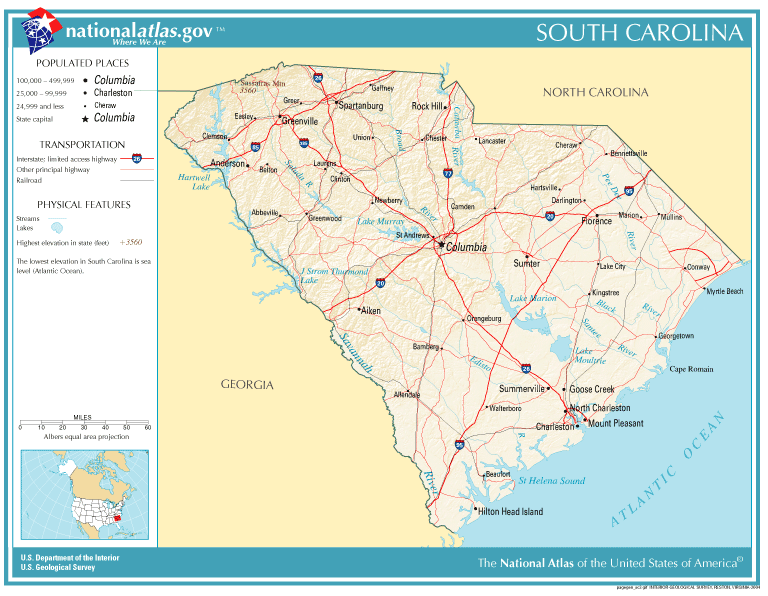
Carte de Caroline du Sud.

La Caroline du Sud est bordée au nord par la Caroline du Nord, au sud et à l'ouest par la Géorgie dont la frontière est matérialisée par la Savannah, et à l'est par l'océan Atlantique.
D'une superficie de 82 965 km2, la Caroline du Sud est peuplée de 5 373 555 habitants (2023).
La capitale de la Caroline du Sud est Columbia.
On peut distinguer quatre régions naturelles :
- la plaine Atlantique est composée de dépôts sédimentaires relativement récents (sable, argile…). Les zones les mieux drainées sont utilisées pour l'agriculture alors que les mauvaises terres sont laissées à l'état de marécages. La côte offre des abris pour les ports au sein des estuaires et de plusieurs baies. Ces dernières sont appelées les Carolina bays, dont l'origine est incertaine, bien que les théories les plus sérieuses font référence à une pluie de météorites dans la région, mais les baies de Caroline bien conservées sont mathématiquement elliptiques, c'est pourquoi l'hypothèse de l'impact des glaces des glaciers propose qu'un ou plusieurs impacts extraterrestres sur la calotte glaciaire Laurentide par les Grands Lacs aient éjecté des morceaux de glace dans des trajectoires balistiques. Les impacts secondaires ont produit des vibrations sismiques qui ont liquéfié le sol non consolidé, et les impacts obliques de la glace des glaciers ont créé des cavités coniques inclinées qui sont devenues des bassins elliptiques peu profonds par relaxation visqueuse. (Zamora, 2017)[11].
- la région des Sand Hills, qui, comme son nom l'indique, est le vestige d'anciennes dunes ;
- la région du Piedmont contient les bases d'une ancienne chaîne de montagnes érodée. La région est accidentée, avec de minces sols d'argiles pierreuses, et est largement impropre à l'agriculture. Une grande partie du Piedmont a été cultivée par le passé, avec peu de succès. Il est aujourd'hui en grande partie boisé. À la pointe sud-est du Piedmont se trouve le point où les rivières chutent et arrivent dans la plaine côtière. Cette région fut pendant longtemps une source d'énergie hydroélectrique. Les moulins construits pour utiliser cette ressource ont favorisé la croissance de plusieurs villes, dont la capitale, Columbia. Les plus grandes rivières sont navigables jusqu'à cette région, permettant ainsi le transport de marchandises. Le nord-ouest du Piedmont est connu aussi sous le nom Foothills. Le Cherokee Parkway est un itinéraire important de la région. C'est là que se situe le parc d'État de Table Rock ;
- le point le plus haut se trouve dans l’Upstate, où commence l'escarpement des montagnes Blue Ridge, qui s'étend en Caroline du Nord et en Géorgie, et qui fait partie du sud de la chaîne des Appalaches. La montagne Sassafras, le point culminant de Caroline du Sud avec ses 1 085 m se trouve dans la région.

Il y a occasionnellement des tremblements de terre en Caroline du Sud. L'endroit où ils sont les plus fréquents est à l'extrême sud-est de l'État, dans la région de Charleston. Le tremblement de terre le plus important de Caroline du Sud eut lieu à Charleston le 1er septembre 1886. Celui-ci était de magnitude 7,2 sur l'échelle ouverte de Richter et fit 60 morts en détruisant une grande partie de la ville. Un tremblement de terre eut lieu en 2007 et atteignit la capitale d'État, Columbia. La Caroline du Sud enregistre 10 à 15 tremblements d'une magnitude inférieure à 3 chaque année.

### Lacs

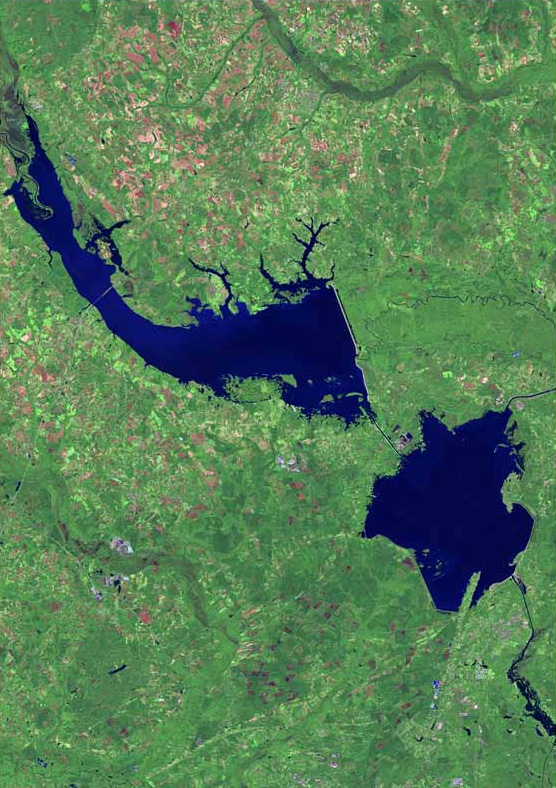
Le lac Marion en Caroline du Sud.

La Caroline du Sud a plusieurs lacs importants, couvrant au total plus de 1 768 km2. Les plus étendus sont les suivants, classés par taille décroissante :
- Lac Marion - (450 km2)
- Lac Strom Thurmond - (290 km2)
- Lac Moultrie - (240 km2)
- Lac Hartwell - (230 km2)
- Lac Murray - (200 km2)
- Lac Russell - (110 km2)
- Lac Keowee - (70 km2)
- Lac Wylie - (50 km2)
- Lac Wateree - (50 km2)
- Lac Greenwood - (50 km2)
- Lac Jocassee - (30 km2)

### Climat
La Caroline du Sud a un climat subtropical humide (classification de Köppen Cfa), dégradé par l'altitude dans les régions de l'ouest de l'État (Upstate). En été, la Caroline du Sud a un climat chaud et humide avec des températures diurnes s'échelonnant entre 30 et 34 °C dans la majeure partie de l'État et des températures nocturnes entre 21 et 24 °C sur la côte et d'environ 20 °C dans les terres. Les températures hivernales sont moins uniformes. La région côtière a des hivers doux avec des températures diurnes approchant les 16 °C et près de 5 -8 °C durant la nuit. Dans les terres, la moyenne des températures nocturnes de janvier est habituellement autour de 0 °C. Alors que les précipitations sont abondantes durant toute l'année en Caroline du Sud, la côte tend à avoir un été plus humide, contrairement à l'intérieur où mars est le mois le plus humide.
Les chutes de neige sont peu courantes en Caroline du Sud ; les zones côtières reçoivent 2,5 cm de précipitations neigeuses en moyenne. Le littoral, surtout au sud, ne reçoit que quelques flocons par an. L'intérieur reçoit un peu plus de neige, bien que ça ne dépasse que rarement les 15 cm par an. La pluie verglaçante est plus courante dans la majorité des régions de l'État, sauf à l'extrême nord-ouest, que les chutes de neige.
L'État est touché par les cyclones tropicaux entre juin et novembre. Le pic de vulnérabilité pour la côte atlantique est d'août à octobre. Deux cyclones de catégorie 4 touchèrent la Caroline du Sud : Hazel (en 1954) et Hugo (en 1989). Des dépressions non tropicales se forment également en toutes saisons près ou au large de ses côtes et peuvent donner des pluies diluviennes. Ainsi, la tempête d'octobre 2015 dans l'est du Canada et des États-Unis a donné à certains endroits des accumulations de pluie ayant une période de retour de 500 à 1 000 ans.
La Caroline du Sud compte environ 50 jours orageux par an, ce qui est moins que d'autres États plus au sud, et elle est aussi un peu moins vulnérable aux tornades que les États bordant le golfe du Mexique. Pourtant, quelques tornades notables ont frappé la Caroline du Sud et la moyenne de l'État est de 14 tornades par an. Il n'y a eu aucune tornade de Force 5 mais plus d'une douzaine de tornades de Force 4 qui ont frappé l'État.
| Normales maximales et minimales mensuelles de plusieurs villes de Caroline du Sud (en degré Celsius) |       |      |      |       |       |       |       |       |       |       |      |      |
| Ville                                                                                                | Jan   | Fév  | Mars | Avr   | Mai   | Juin  | Juil  | Août  | Sep   | Oct   | Nov  | Déc  |
| Charleston                                                                                           | 15/3  | 17/4 | 21/8 | 24/11 | 28/16 | 31/20 | 33/22 | 32/22 | 29/19 | 25/13 | 21/8 | 17/4 |
| Columbia                                                                                             | 13/1  | 16/2 | 19/7 | 24/11 | 28/16 | 32/20 | 33/22 | 32/22 | 29/18 | 24/11 | 19/6 | 14/2 |
| Greenville                                                                                           | 10/-1 | 13/1 | 17/4 | 22/8  | 26/13 | 29/18 | 32/21 | 31/20 | 27/17 | 22/10 | 16/5 | 12/1 |

### Aires protégées

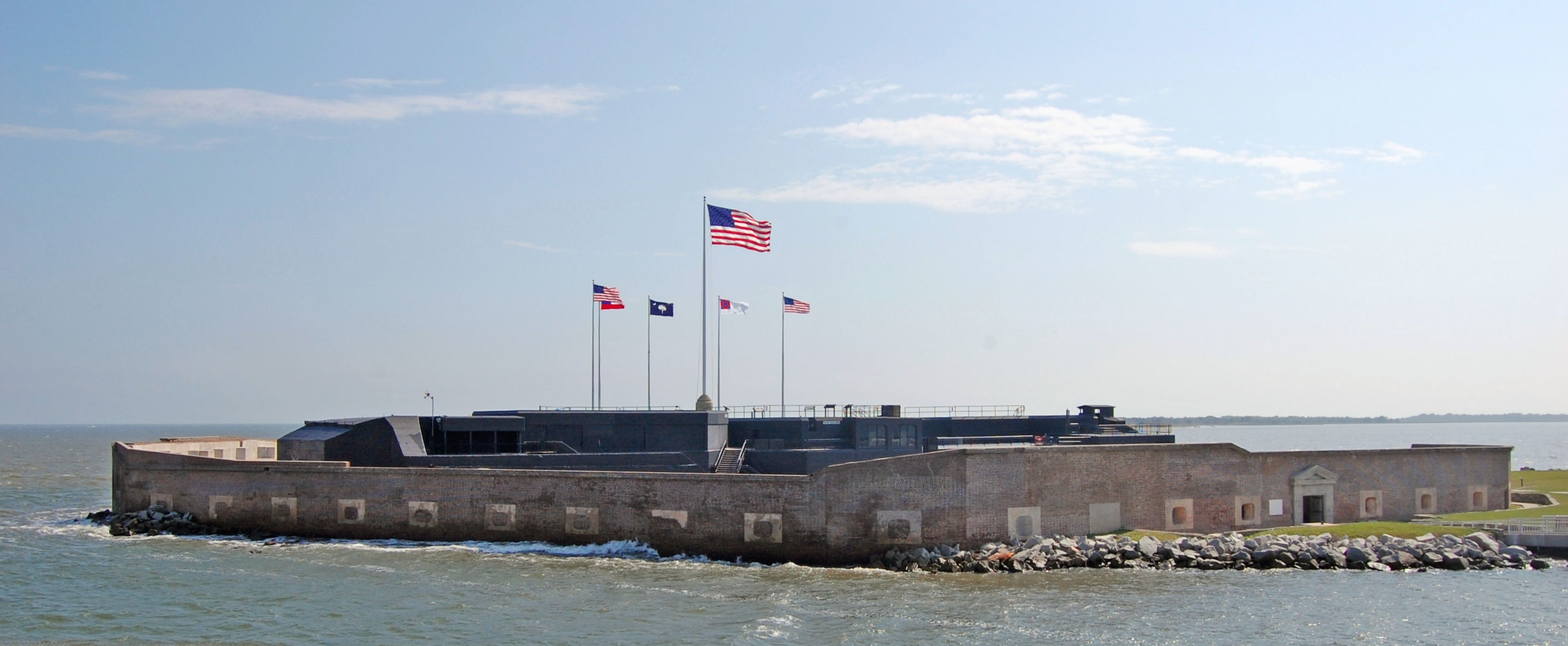
Le site de Fort Sumter.

Le National Park Service gère les sites suivants en Caroline du Sud :
- Charles Pinckney National Historic Site
- Parc national de Congaree
- Cowpens National Battlefield
- Fort Sumter and Fort Moultrie National Historical Park
- Gullah/Geechee Cultural Heritage Corridor
- Kings Mountain National Military Park
- Ninety Six National Historic Site
- Overmountain Victory National Historic Trail
- Reconstruction Era National Historical Park
- South Carolina National Heritage Corridor

## Subdivisions administratives

### Comtés
L'État de Caroline du Sud est divisé en 46 comtés.

### Agglomérations

#### Aires métropolitaines et micropolitaines
Le Bureau de la gestion et du budget a défini dix aires métropolitaines et sept aires micropolitaines dans ou en partie dans l'État de Caroline du Sud.
| Zone urbaine                                  | Population (2010)   | Population (2013)   | Variation (2010-2013) | Rang national (2013) |
| --------------------------------------------- | ------------------- | ------------------- | --------------------- | -------------------- |
| Greenville-Anderson-Mauldin, SC               | 824 112             | 850 965             | 3,3 %                 | 65                   |
| Columbia, SC                                  | 767 598             | 793 779             | 3,4 %                 | 72                   |
| Charleston-North Charleston, SC               | 664 607             | 712 220             | 7,2 %                 | 76                   |
| Charlotte-Concord-Gastonia, NC-SC             | 335 865 (2 217 012) | 352 399 (2 335 358) | 4,9 % (5,3 %)         | (23)                 |
| Spartanburg, SC                               | 313 268             | 318 999             | 1,8 %                 | 152                  |
| Myrtle Beach-Conway-North Myrtle Beach, SC-NC | 269 291 (376 722)   | 289 650 (404 951)   | 7,6 % (7,5 %)         | (129)                |
| Florence, SC                                  | 205 566             | 206 261             | 0,3 %                 | 211                  |
| Hilton Head Island-Bluffton-Beaufort, SC      | 187 010             | 198 467             | 6,1 %                 | 217                  |
| Augusta-Richmond County, GA-SC                | 187 084 (564 873)   | 190 612 (580 270)   | 1,9 % (2,7 %)         | (92)                 |
| Sumter, SC                                    | 107 456             | 108 123             | 0,6 %                 | 340                  |

| Zone urbaine      | Population (2010) | Population (2013) | Variation (2010-2013) | Rang national (2013) |
| ----------------- | ----------------- | ----------------- | --------------------- | -------------------- |
| Greenwood, SC     | 95 078            | 94 730            | -0,4 %                | 36                   |
| Orangeburg, SC    | 92 501            | 90 942            | -1,7 %                | 47                   |
| Seneca, SC        | 74 273            | 75 045            | 1,0 %                 | 85                   |
| Georgetown, SC    | 60 158            | 60 440            | 0,5 %                 | 147                  |
| Gaffney, SC       | 55 342            | 55 885            | 1,0 %                 | 168                  |
| Newberry, SC      | 37 508            | 37 521            | 0,0 %                 | 343                  |
| Bennettsville, SC | 28 933            | 28 003            | -3,2 %                | 443                  |

En 2010, 93,1 % des Sud-Caroliniens résidaient dans une zone à caractère urbain, dont 83,5 % dans une aire métropolitaine et 9,6 % dans une aire micropolitaine.

#### Aires métropolitaines combinées
Le Bureau de la gestion et du budget a également défini quatre aires métropolitaines combinées dans ou en partie dans l'État de Caroline du Sud.
| Zone urbaine                        | Population (2010)   | Population (2013)   | Variation (2010-2013) | Rang national (2013) |
| ----------------------------------- | ------------------- | ------------------- | --------------------- | -------------------- |
| Greenville-Spartanburg-Anderson, SC | 1 362 194           | 1 395 624           | 2,5 %                 | 39                   |
| Columbia-Orangeburg-Newberry, SC    | 897 497             | 922 242             | 2,8 %                 | 58                   |
| Charlotte-Concord, NC-SC            | 335 865 (2 375 675) | 352 399 (2 493 040) | 4,9 % (4,9 %)         | (21)                 |
| Myrtle Beach-Conway, SC-NC          | 269 291 (436 880)   | 289 650 (465 391)   | 7,6 % (6,5 %)         | (92)                 |

### Municipalités

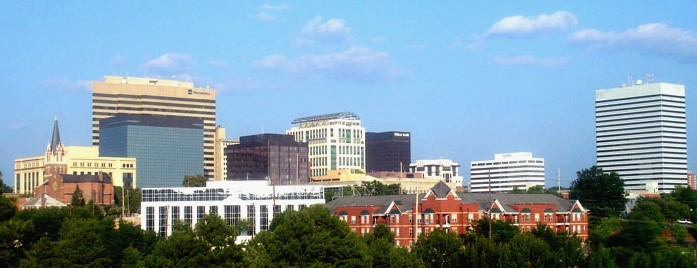
La capitale de Caroline du Sud, Columbia.

L'État de Caroline du Sud compte 270 municipalités, dont 20 de plus de 20 000 habitants.
| Rang | Municipalité       | Type | Comté                            | Population (2010) | Population (2013) | Variation (2010-2013) |
| ---- | ------------------ | ---- | -------------------------------- | ----------------- | ----------------- | --------------------- |
| 1    | Columbia           | City | Richland, Lexington              | 129 272           | 133 358           | 3,2 %                 |
| 2    | Charleston         | City | Charleston, Berkeley             | 120 083           | 127 999           | 6,6 %                 |
| 3    | North Charleston   | City | Berkeley, Charleston, Dorchester | 97 471            | 104 054           | 6,8 %                 |
| 4    | Mount Pleasant     | Town | Charleston                       | 67 843            | 74 885            | 10,4 %                |
| 5    | Rock Hill          | City | York                             | 66 154            | 69 103            | 4,5 %                 |
| 6    | Greenville         | City | Greenville                       | 58 409            | 61 397            | 5,1 %                 |
| 7    | Summerville        | Town | Dorchester, Berkeley, Charleston | 43 392            | 46 074            | 6,2 %                 |
| 8    | Sumter             | City | Sumter                           | 40 524            | 41 190            | 1,6 %                 |
| 9    | Goose Creek        | City | Berkeley                         | 35 938            | 39 823            | 10,8 %                |
| 10   | Hilton Head Island | Town | Beaufort                         | 37 099            | 39 412            | 6,2 %                 |
| 11   | Florence           | City | Florence                         | 37 056            | 37 792            | 2,0 %                 |
| 12   | Spartanburg        | City | Spartanburg                      | 37 013            | 37 647            | 1,7 %                 |
| 13   | Aiken              | City | Aiken                            | 29 524            | 30 296            | 2,6 %                 |
| 14   | Myrtle Beach       | City | Horry                            | 27 109            | 29 175            | 7,6 %                 |
| 15   | Greer              | City | Greenville, Spartanburg          | 25 515            | 27 167            | 6,5 %                 |
| 16   | Anderson           | City | Anderson                         | 26 686            | 26 985            | 1,1 %                 |
| 17   | Mauldin            | City | Greenville                       | 22 889            | 24 525            | 7,1 %                 |
| 18   | Greenwood          | City | Greenwood                        | 23 222            | 23 379            | 0,7 %                 |
| 19   | North Augusta      | City | Aiken, Edgefield                 | 21 348            | 22 229            | 4,1 %                 |
| 20   | Easley             | City | Pickens, Anderson                | 19 993            | 20 300            | 1,5 %                 |

## Démographie

### Population

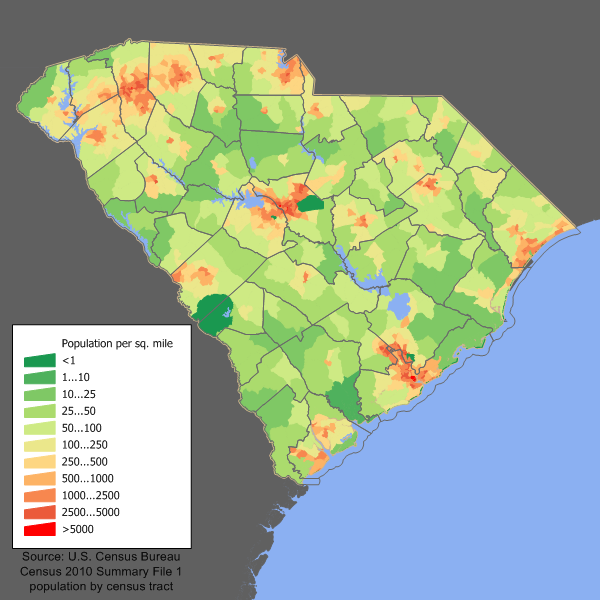
Densités de population en 2010 (en mille carré).

Le Bureau du recensement des États-Unis estime la population de l'État de Caroline du Sud à 5 148 714 habitants au 1er juillet 2019, soit une hausse de 11,31 % depuis le recensement des États-Unis de 2010 qui tablait la population à 4 625 364 habitants. Depuis 2010, l'État connaît la 14e croissance démographique la plus soutenue des États-Unis.
Avec 4 625 364 habitants en 2010, la Caroline du Sud était le 24e État le plus peuplé des États-Unis. Sa population comptait pour 1,50 % de la population du pays. Le centre démographique de l'État était localisé dans le comté de Richland dans la ville de Columbia.
Avec 59,41 hab./km2 en 2010, la Caroline du Sud était le 20e État le plus dense des États-Unis.
Le taux d'urbains était de 66,3 % et celui de ruraux de 33,7 %.
En 2010, le taux de natalité s'élevait à 12,6 ‰ (12,1 ‰ en 2012) et le taux de mortalité à 9,0 ‰ (9,1 ‰ en 2012). L'indice de fécondité était de 1,88 enfant par femme (1,82 en 2012). Le taux de mortalité infantile s'élevait à 7,4 ‰ (7,6 ‰ en 2012). La population était composée de 23,36 % de personnes de moins de 18 ans, 10,30 % de personnes entre 18 et 24 ans, 25,80 % de personnes entre 25 et 44 ans, 26,88 % de personnes entre 45 et 64 ans et 13,66 % de personnes de 65 ans et plus. L'âge médian était de 37,9 ans.
Entre 2010 et 2013, l'accroissement de la population (+ 149 479) était le résultat d'une part d'un solde naturel positif (+ 50 194) avec un excédent des naissances (187 168) sur les décès (136 974), et d'autre part d'un solde migratoire positif (+ 96 655) avec un excédent des flux migratoires internationaux (+ 21 730) et un excédent des flux migratoires intérieurs (+ 74 925).
Selon des estimations de 2013, 94,1 % des Sud-Caroliniens étaient nés dans un État fédéré, dont 57,8 % dans l'État de Caroline du Sud et 36,3 % dans un autre État (18,2 % dans le Sud, 9,4 % dans le Nord-Est, 6,1 % dans le Midwest, 2,6 % dans l'Ouest), 1,1 % étaient nés dans un territoire non incorporé ou à l'étranger avec au moins un parent américain et 4,8 % étaient nés à l'étranger de parents étrangers (54,4 % en Amérique latine, 21,3 % en Asie, 15,6 % en Europe, 4,1 % en Amérique du Nord, 3,8 % en Afrique, 0,7 % en Océanie). Parmi ces derniers, 38,8 % étaient naturalisés américain et 61,2 % étaient étrangers,.
Selon des estimations de 2012 effectuées par le Pew Hispanic Center, l'État comptait 95 000 immigrés illégaux, soit 2,0 % de la population.

### Composition ethno-raciale et origines ancestrales
Selon le recensement des États-Unis de 2010, la population était composée de 66,16 % de Blancs, 27,90 % de Noirs, 1,73 % de Métis, 1,28 % d'Asiatiques, 0,42 % d'Amérindiens, 0,06 % d'Océaniens et 2,45 % de personnes n'entrant dans aucune de ces catégories.
Les Métis se décomposaient entre ceux revendiquant deux races (1,61 %) et trois races ou plus (0,12 %).
Les non-hispaniques représentaient 94,90 % de la population avec 64,05 % de Blancs, 27,67 % de Noirs, 1,39 % de Métis, 1,26 % d'Asiatiques, 0,36 % d'Amérindiens, 0,05 % d'Océaniens et 0,12 % de personnes n'entrant dans aucune de ces catégories, tandis que les Hispaniques comptaient pour 5,10 % de la population, principalement des personnes originaires du Mexique (2,99 %) et de Porto Rico (0,57 %).
En 2010, la Caroline du Sud avait la 5e plus forte proportion de Noirs après le Mississippi (37,02 %), la Louisiane (32,04 %), la Géorgie (30,46 %) et le Maryland (29,45 %). A contrario, l'État avait la 9e plus faible proportion de Blancs des États-Unis.
|                                         | 1940  | 1950  | 1960  | 1970  | 1980  | 1990  | 2000  | 2010  |
| --------------------------------------- | ----- | ----- | ----- | ----- | ----- | ----- | ----- | ----- |
| Blancs                                  | 57,07 | 61,10 | 65,10 | 69,27 | 68,78 | 69,03 | 67,19 | 66,16 |
| ———Non hispaniques                      |       |       |       |       | 68,30 | 68,55 | 66,11 | 64,05 |
| Noirs                                   | 42,86 | 38,83 | 34,81 | 30,46 | 30,39 | 29,82 | 29,54 | 27,90 |
| ———Non hispaniques                      |       |       |       |       |       |       | 29,37 | 27,67 |
| Asiatiques (et Océaniens jusqu'en 1990) | 0,01  | 0,01  | 0,04  | 0,12  | 0,38  | 0,64  | 0,90  | 1,28  |
| ———Non hispaniques                      |       |       |       |       |       |       | 0,89  | 1,26  |
| Autres                                  | 0,06  | 0,06  | 0,05  | 0,15  | 0,45  | 0,51  | 2,37  | 4,66  |
| ———Non hispaniques                      |       |       |       |       |       |       | 1,26  | 1,92  |
| Hispaniques (toutes races confondues)   |       |       |       |       | 1,07  | 0,88  | 2,37  | 5,10  |

En 2013, le Bureau du recensement des États-Unis estime la part des non-hispaniques à 94,7 %, dont 63,8 % de Blancs, 27,5 % de Noirs, 1,6 % de Métis et 1,4 % d'Asiatiques, et celle des Hispaniques à 5,3 %.
En 2000, les Sud-Caroliniens s'identifiaient principalement comme étant d'origine américaine (13,9 %), allemande (8,4 %), anglaise (8,2 %) et irlandaise (7,9 %).
L'État avait la 2e plus forte proportion de personnes d'origine scot d'Ulster (2,9 %) et la 7e plus forte proportion de personnes d'origine américaine.
L'État abrite la 30e communauté juive des États-Unis. Selon le North American Jewish Data Bank, l'État comptait 13 570 Juifs en 2013 (7 815 en 1971), soit 0,3 % de la population. Ils se concentraient principalement dans les agglomérations de Charleston-North Charleston (6 000), Columbia (2 750) et Greenville-Anderson-Mauldin (2 100).
Les Amérindiens s'identifiaient principalement comme étant Cherokees (16,0 %), Lumbees (8,1 %) et Amérindiens du Mexique (4,8 %).
Les Hispaniques étaient principalement originaires du Mexique (58,7 %), de Porto Rico (11,2 %), de la Colombie (4,0 %), du Guatemala (3,8 %) et du Honduras (3,4 %). Composée à 41,3 % de Blancs, 6,7 % de Métis, 4,5 % de Noirs, 1,2 % d'Amérindiens, 0,3 % d'Asiatiques, 0,3 % d'Océaniens et 45,7 % de personnes ne rentrant dans aucune de ces catégories, la population hispanique représentait 21,9 % des Océaniens, 19,7 % des Métis, 14,9 % des Amérindiens, 3,2 % des Blancs, 1,3 % des Asiatiques, 0,8 % des Noirs et 95,0 % des personnes ne rentrant dans aucune de ces catégories.
L'État avait la 9e plus forte proportion de personnes originaires de la Colombie (0,20 %).
Les Asiatiques s'identifiaient principalement comme étant Indiens (27,0 %), Philippins (17,0 %), Chinois (16,4 %), Viêts (11,5 %), Coréens (8,3 %) et Japonais (4,1 %).
Les Métis se décomposaient entre ceux revendiquant deux races (93,1 %), principalement blanche et noire (34,3 %), blanche et amérindienne (17,4 %), blanche et asiatique (13,1 %), blanche et autre (11,6 %), noire et amérindienne (5,2 %) et noire et autre (3,5 %), et ceux revendiquant trois races ou plus (6,9 %).

### Religion
| Religion                       | Caroline du Sud | États-Unis |
| ------------------------------ | --------------- | ---------- |
| Protestantisme évangélique     | 35              | 25,4       |
| Protestantisme traditionnel    | 16              | 14,7       |
| Églises traditionnelles noires | 15              | 6,5        |
| Non affiliés                   | 14              | 15,8       |
| Catholicisme                   | 10              | 20,8       |
| Agnosticisme                   | 3               | 4,0        |
| Athéisme                       | 1               | 3,1        |
| Judaïsme                       | 1               | 1,9        |
| Mormonisme                     | 1               | 1,6        |
| Orthodoxie                     | 1               | 0,5        |
| Témoins de Jéhovah             | 1               | 0,8        |
| Autres                         | 2               | 4,9        |

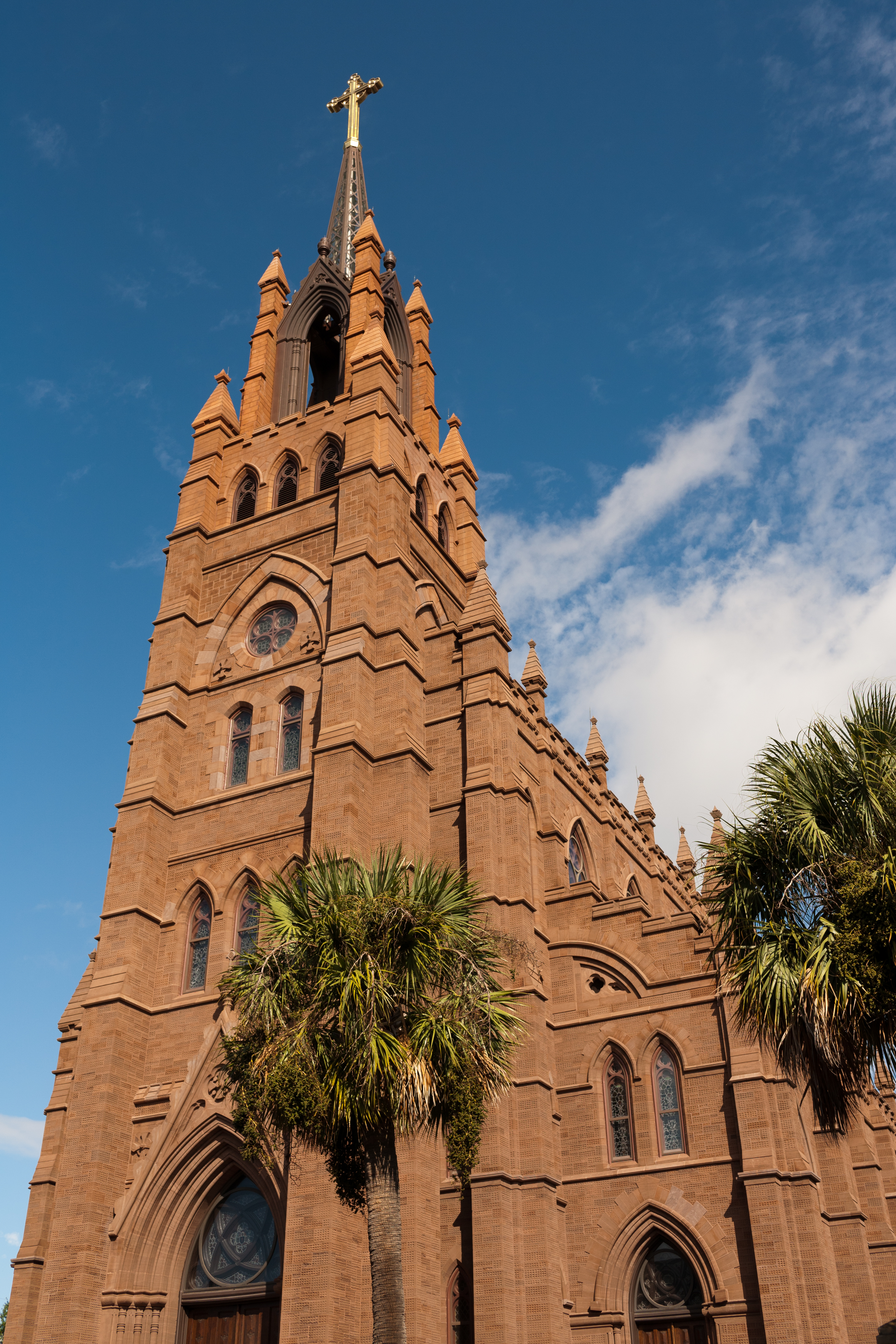
La Cathedral of St. John the Baptist (catholique) située à Charleston en Caroline du Sud.

Selon l'institut de sondage The Gallup Organization, en 2015, 51 % des habitants de Caroline du Sud se considèrent comme « très religieux » (40 % au niveau national), 31 % comme « modérément religieux » (29 % au niveau national) et 18 % comme « non religieux » (31 % au niveau national).
Les Séfarades sont présents dans l'État depuis plus de 300 ans, spécialement dans et aux alentours de Charleston. Jusqu'en 1830 environ, la Caroline du Sud comptait la plus grande population juive d'Amérique du Nord.

### Langues
Selon l'American Community Survey, en 2010 89,66 % de la population âgée de plus de 5 ans déclare parler l'anglais à la maison, 6,93 % déclare parler l'espagnol et 3,41 % une autre langue.

## Économie

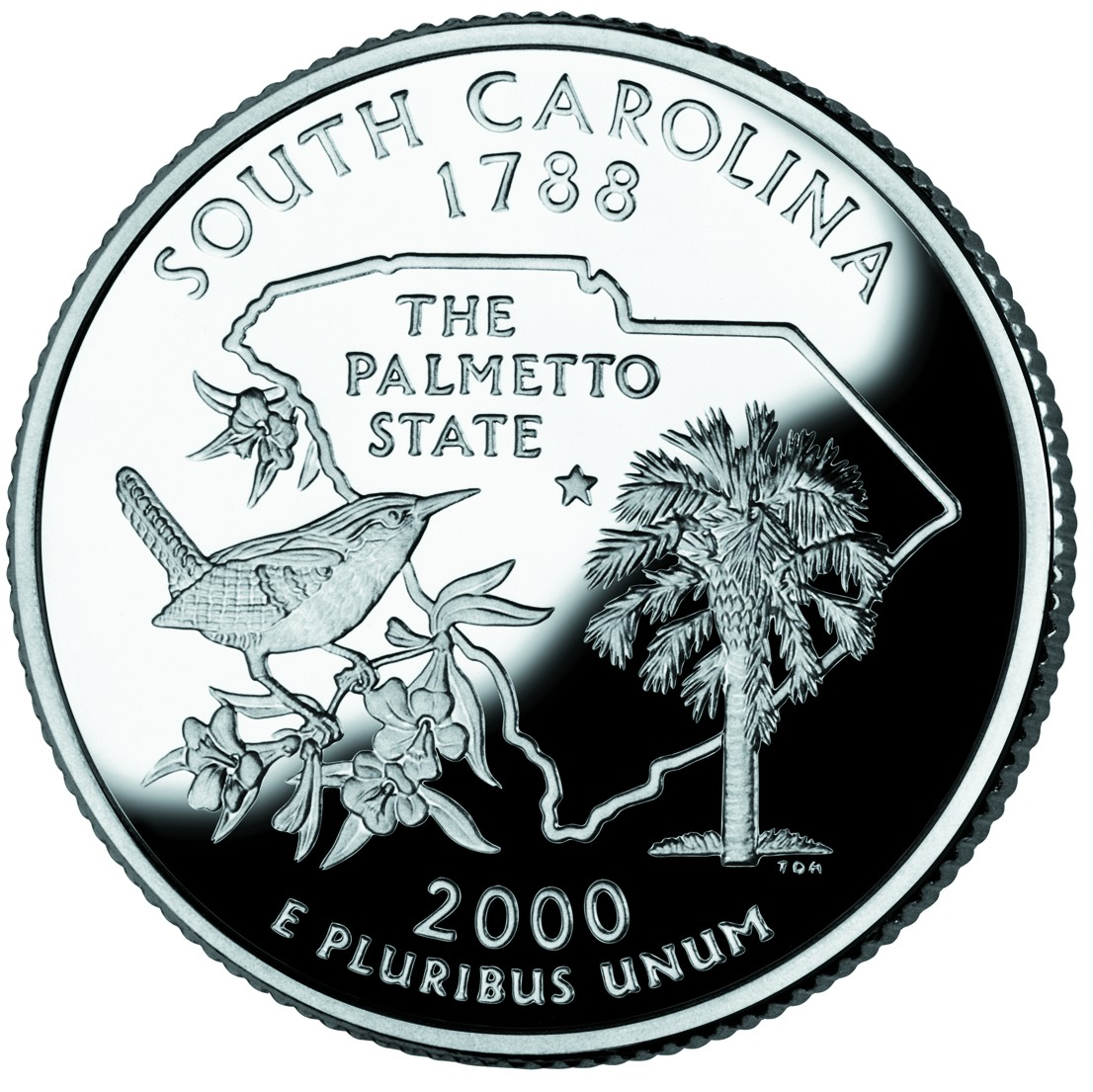
Le côté face d'un quarter (25 cents)

En 2004, d'après le Bureau américain des analyses économiques, le produit régional brut de la Caroline du Sud était de 136 milliards de dollars. En 2000, le revenu moyen était de 24 000 $, ce qui représente 81 % de la moyenne nationale.
Les productions agricoles les plus importantes de l'État sont : le tabac, la volaille, le bétail, les produits laitiers, le soja, et le porc. Les productions industrielles les plus importantes de l'État sont : le textile, les produits chimiques, le papier, les machines, l'automobile et les produits incorporés aux véhicules à moteur. Le tourisme représente aussi une part importante de l'économie.
La sales tax de l'État est de 6 % pour les marchandises non alimentaires et de 3 % pour les produits alimentaires. Les comtés ont la possibilité d'ajouter 2 % à la sales tax. Les citoyens de 85 ans ou plus ont 1 % de réduction sur la sales tax de l'État. La taxe sur la propriété est administrée et collectée par le gouvernement local avec l'aide du South Carolina Department of Revenue. L'immobilier et la propriété personnelle sont sujets aux taxes. Près des deux tiers de l'argent prélevés grâce aux 2 % accordés aux comtés sont utilisés pour l'éducation. La taxe est payée par les particuliers, les corporations et les partenariats possédant une propriété dans l'État. La Caroline impose occasionnellement un droit d'accise de 5 % sur la valeur marchande de tous les véhicules à moteur, bateaux, motos et avions. Le droit d'accise maximal est de 300 $. Il n'y a pas de droits de succession.
Bien que l'État de Caroline du Sud n'ait pas autorisé les jeux de casinos, il a toutefois autorisé les machines de poker virtuel avec près de deux milliards de dollars déposés dans les coffres de l'État. Cependant, le 1er juillet 2000 à minuit, une nouvelle loi prit effet interdisant les opérations et la possession de telles machines dans l'État, celles étant présentes devant être mises hors-service puis déplacées hors des frontières de l'État le 8 juillet sans quoi les propriétaires de telles machines feraient face à des poursuites pénales,.

## Transport

### Autoroutes
Parmi les autoroutes majeures de l'État on peut compter : l'I-20 qui va de Florence à l'est, traverse Columbia jusqu'au sud-ouest près de Aiken ; l'I-26 qui va de Charleston au sud-est, traverse Columbia jusqu'à Spartanburg; l'I-77 qui va du comté d'York au nord jusqu'à Columbia; l'I-85 qui va du comté de Cherokee au nord, traverse Spartanburg et Greenville jusqu'au sud-ouest près du comté d'Oconee; l'I-385 qui part de Greenville et rejoint l'I-26 près de Clinton; et l'I-95 qui va du nord-est dans le comté de Dillon à Florence puis jusqu'au sud dans le comté de Jasper.
| - Interstate 20 - Interstate 26 - Interstate 73 (proposé) - Interstate 77 - Interstate 85 - Interstate 95 | - U.S. Route 1 - U.S. Route 17 - U.S. Route 25 - U.S. Route 52 - U.S. Route 221 - U.S. Route 278 - U.S. Route 321 - U.S. Route 378 |

### Chemin de fer
Amtrak exploite 4 lignes de transport ferroviaire de passagers en Caroline du Sud :
1. Crescent, qui relie New York à la Nouvelle-Orléans
2. Palmetto, qui relie New York à la Géorgie
3. Silver Star, qui relie New York à Miami
4. Silver Meteor, qui relie également New York à Miami mais via un itinéraire différent à travers l'État.

### Aéroports importants et régionaux
Il y a six aéroports importants en Caroline du Sud, tous au niveau régional :
- Aéroport métropolitain de Columbia - Columbia
- Aéroport international de Charleston - Charleston
- Aéroport international Greenville-Spartanburg - Greenville/Spartanburg
- Aéroport régional de Florence - Florence
- Aéroport international de Myrtle Beach - Myrtle Beach
- Aéroport Hilton Head - Hilton Head Island/Beaufort.

Le plus grand par volume de passagers est l'aéroport international de Greenville/Spartanburg.
Juste à la frontière avec la Caroline du Nord se trouve l'aéroport international Charlotte-Douglas, le 24e aéroport au monde pour le trafic passagers en 2009.

## Politique
La Caroline du Sud est un des États les plus conservateurs des États-Unis et affirme une très forte identité sudiste.
Ancien leader de la cause sécessionniste en 1860, premier État à quitter l'Union, c'est sur son sol qu'a débuté la guerre de Sécession à Fort Sumter.

### Politique nationale

#### Élections présidentielles
| Année | Républicain | Démocrate |
| ----- | ----------- | --------- |
| 1960  | 48,76 %     | 51,24 %   |
| 1964  | 58,89 %     | 41,10 %   |
| 1968  | 38,09 %     | 29,61 %   |
| 1972  | 70,58 %     | 27,92 %   |
| 1976  | 43,13 %     | 56,17 %   |
| 1980  | 49,57 %     | 48,04 %   |
| 1984  | 63,55 %     | 35,57 %   |
| 1988  | 61,50 %     | 37,58 %   |
| 1992  | 48,02 %     | 39,88 %   |
| 1996  | 49,89 %     | 43,85 %   |
| 2000  | 56,83 %     | 40,91 %   |
| 2004  | 57,98 %     | 40,90 %   |
| 2008  | 53,87 %     | 44,90 %   |
| 2012  | 54,56 %     | 44,09 %   |
| 2016  | 54,29 %     | 40,33 %   |
| 2020  | 55,11 %     | 43,43 %   |

La Caroline du Sud est un ancien bastion démocrate, plus exactement un bastion des « southern democrats » ou Dixiecrats.
De 1880, année où les anciens confédérés ont repris le contrôle total des institutions locales et écarté les populations noires des registres électoraux, à 1944, l'État qui avait conduit la sécession se livre corps et âmes localement aux Dixiecrats et nationalement aux candidats démocrates. Ceux-ci sont littéralement plébiscités, même ceux nationalement battus comme Grover Cleveland (82,28 % en 1888), William Jennings Bryan (92,96 % en 1900 et 93,84 % en 1908), Alton Parker (95,36 % en 1904).
En 1916, si le président démocrate Woodrow Wilson y obtient 96,16 % des suffrages et est réélu, les candidats démocrates James Middleton Cox (96,05 % en 1920), John W. Davis (96,56 % en 1924) et Al Smith (91,39 % en 1928) sont laminés au niveau national.
En 1932 et 1936, le démocrate Franklin Delano Roosevelt y obtient les scores records de 98,03 et 98,57 % des suffrages. Il obtiendra encore 87,64 % des voix en 1944.
Cette domination démocrate résulte d'un contexte particulier propre aux anciens états du Sud. Le parti républicain est alors toujours considéré comme le parti d'Abraham Lincoln et des nordistes par les blancs de Caroline du Sud. La fidélité aux démocrates, qu'ils soient locaux ou nationaux, est alors pour eux un réflexe identitaire mais aussi social. Par ailleurs, localement, dans le contexte de l'application des lois Jim Crow et de l'influence du Ku Klux Klan, la Caroline du Sud tout comme les autres états du Sud vit dans un contexte de ségrégation raciale où les noirs sont privés du droit de vote. Cependant, et assez rapidement, à mesure que la discrimination raciale est remise en cause au niveau national, les électeurs (surtout blancs) de Caroline du Sud vont se détourner des candidats démocrates, d'abord lors des élections présidentielles puis au niveau des élections fédérales et locales.
Lors de l’élection présidentielle américaine de 1948, le Dixiecrat Strom Thurmond, gouverneur de Caroline du Sud, remporte l'État avec 71,97 % des voix devant le président démocrate, Harry S. Truman (24,14 %) et le candidat républicain Thomas Dewey (3,78 %). En 1952, le républicain Dwight D. Eisenhower manque de justesse de réaliser l'impossible en obtenant 49,28 % des voix contre 50,72 % au démocrate Adlai Stevenson.
En 1964, avec 59 % des voix, l'ultra-conservateur Barry Goldwater est le premier républicain à remporter l'État lors d'une élection présidentielle alors que les lois sur les droits civiques sont votées au congrès des États-Unis sous l'impulsion de Johnson avec l'appoint décisif de voix républicaines. En 1968, le candidat démocrate Hubert Humphrey (29,61 %) arrive troisième de la course présidentielle derrière le républicain Richard Nixon (38,09 %) et derrière le démocrate ségrégationniste George Wallace (32,60 %).
Aucun candidat démocrate n'a remporté la Caroline du Sud depuis Jimmy Carter en 1976. De bastion électoral avant 1948, l'État de Caroline du Sud est devenue une terre de mission pour les démocrates depuis la fin des années 1970. La Caroline du Sud est ainsi aujourd'hui un des États les plus républicains du pays, que ce soit au niveau national mais aussi au niveau local et au niveau fédéral.
Depuis 2000, la Caroline du Sud accorde environ 55 % de ses suffrages aux candidats républicains et entre 40 et 45 % aux démocrates. Son électorat est ainsi l'un des plus stables du pays. De manière générale, les votes républicains proviennent du Nord de l'État et des banlieues du Lowcountry (en) tandis que les démocrates sont en position favorable dans les centres urbains de Columbia et Charleston ainsi que dans les comtés ruraux afro-américains.

#### Représentation fédérale
| - Lindsey Graham, sénateur depuis 2003. - Tim Scott, sénateur depuis 2013. |

Au niveau fédéral, lors du 115e congrès (législature 2017-2019), la délégation de Caroline du Sud au Congrès des États-Unis comprend deux sénateurs républicain (Tim Scott et Lindsey Graham), six représentants républicains et un représentant démocrate.

### Politique locale
La Caroline du Sud a eu sept constitutions :
- 1776 - Première constitution de la Caroline du Sud
- 1778 - Désétablissement de l'église anglicane, création d'une chambre haute élue par le peuple.
- 1790 - Augmentation de la représentation de l'arrière-pays, prolongement du contrôle de l'Assemblée générale sur l'ensemble du Gouvernement
- 1861 - Constitution confédérée
- 1865 - Requis pour être ré-admis dans l'Union, abolition de l'obligation de propriété pour voter, création d'un poste de gouverneur élu par le peuple et accord du droit de veto
- 1868 - Seule constitution ratifiée par référendum, pour l'éducation publique, abolition de l'obligation de propriété pour tenir un office, création des comtés, abolition de l'idée de « race » lors des votes pour les hommes
- 1895 - tentatives de priver de droits civiques les électeurs noirs tels que les impôts locaux.

Depuis 1895, plusieurs réclamations furent faites pour réécrire la constitution, une qui ne serait pas basée sur une population post-Guerre de Sécession. La plupart des récentes demandes furent faites par le gouverneur Mark Sanford dans son Discours sur l'état de l'État de 2008. De nombreux amendements sont ajoutés à la Constitution de 1895 (en 1966 il y avait 330 amendements). Le plus récent fut ajouté en 1988.
La Constitution de Caroline du Sud contient des dispositions, qui, comparées aux Constitutions des autres États, sont inhabituelles. Par exemple, un amendement constitutionnel doit être approuvé par deux-tiers de chaque chambre de la législature, approuvé par le peuple lors d'élections, et ensuite ratifié par une majorité dans chaque chambre de la législature. Si la législature échoue dans sa ratification, l'amendement ne prend pas effet, bien qu'il soit approuvé par le peuple. (Voir la Constitution de Caroline du Sud art. XVI, s. 1.)
Avant le 15 avril 1949, la Section 3 de l'Article XVII de la Constitution de Caroline du Sud interdisait le divorce pour quelque raison que ce soit. Depuis cette date, la Caroline du Sud l'autorise pour certaines raisons. La Caroline du Sud semble être le seul État de l'Union à énumérer les raisons valables pour un divorce dans sa Constitution. (Voir la Constitution de Caroline du Sud art. XVII, section 3)

#### Pouvoir exécutif

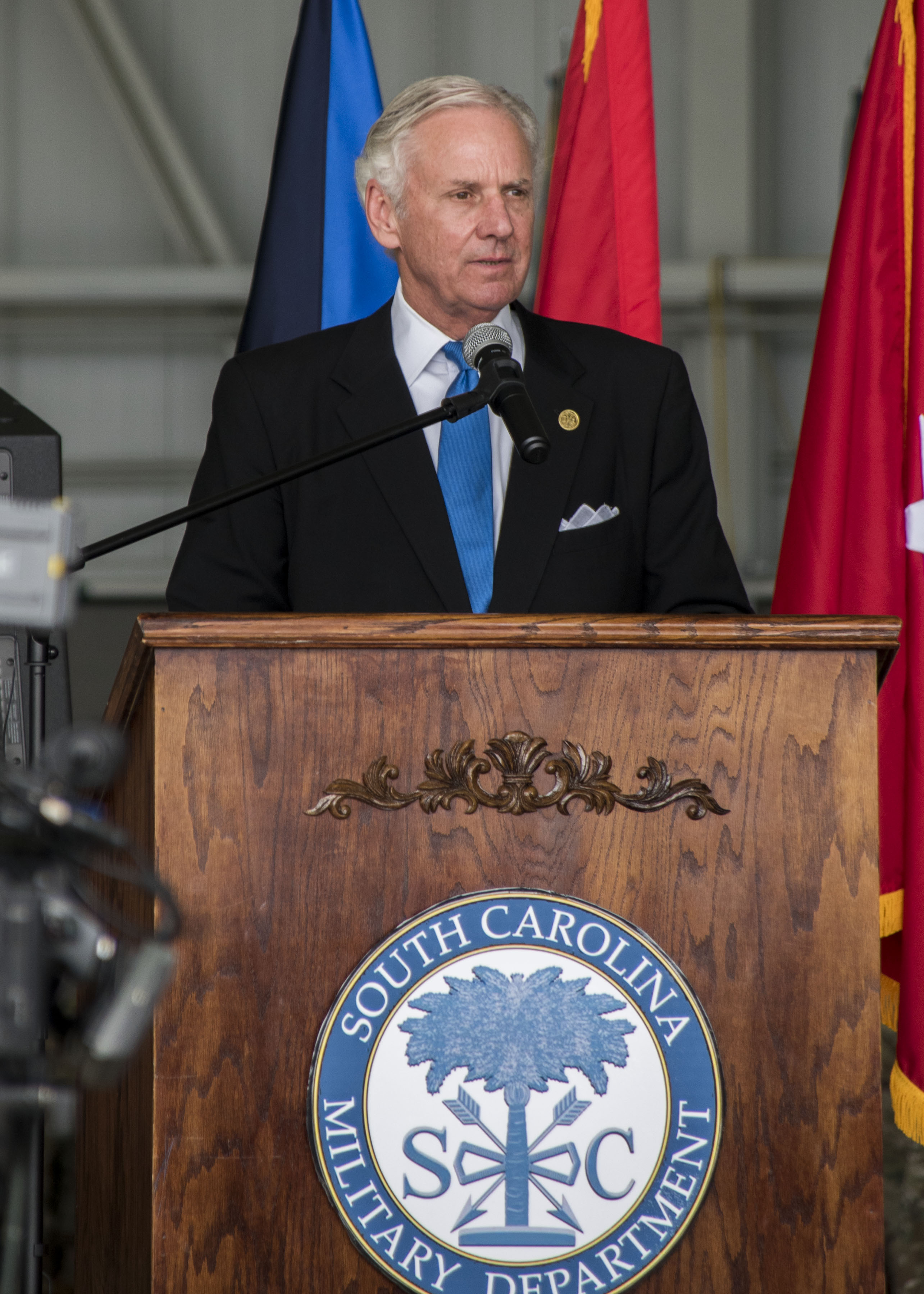
Le gouverneur de Caroline du Sud, Henry McMaster.

Le chef de l'exécutif est le gouverneur, élu pour un mandat de 4 ans et rééligible. La Caroline du Sud n'a connu que des gouverneurs démocrates de 1876 à 1975 alors que l'Assemblée générale de l'État était également dominée par les démocrates.
Le 117e gouverneur est le républicain Henry McMaster depuis le 24 janvier 2017, date à laquelle il a succédé à Nikki Haley, devenue ambassadrice des États-Unis auprès des Nations unies. Les huit postes élus de l'exécutif sont détenus également par des républicains.
La Caroline du Sud a historiquement un faible pouvoir exécutif. Avant 1865, les gouverneurs de Caroline du Sud étaient désignés par l'Assemblée générale, et avaient le titre de « chef de l'État ». La constitution de 1865 a changé cela, en requérant une élection populaire. En 1926, le mandat de gouverneur a été porté de deux à quatre ans, et en 1982, les gouverneurs ont été autorisés à postuler à un second mandat. En 1993, un cabinet de limitation a été créé, ses membres doivent être élus.
La Constitution requiert que les gouverneurs, les lieutenants-gouverneurs, et la plupart des membres de l'exécutif de haut niveau soient élus séparément. Les autres postes requérant une élection sont l'adjudant général, le procureur général, le commissaire de l'agriculture, le contrôleur général, le secrétaire d'État, le trésorier de l'État et le superintendant à l'éducation. Chaque « officier » est élu en même temps que le gouverneur. Les élections séparées permettent aux multiples parties d'être représentées dans l'exécutif. Le cabinet du gouverneur a aussi des postes désignés. Dans la plupart des cas, les personnes occupant de hauts postes dans le cabinet sont recommandés par les gouverneurs et nommés par le Sénat.

#### Pouvoir législatif

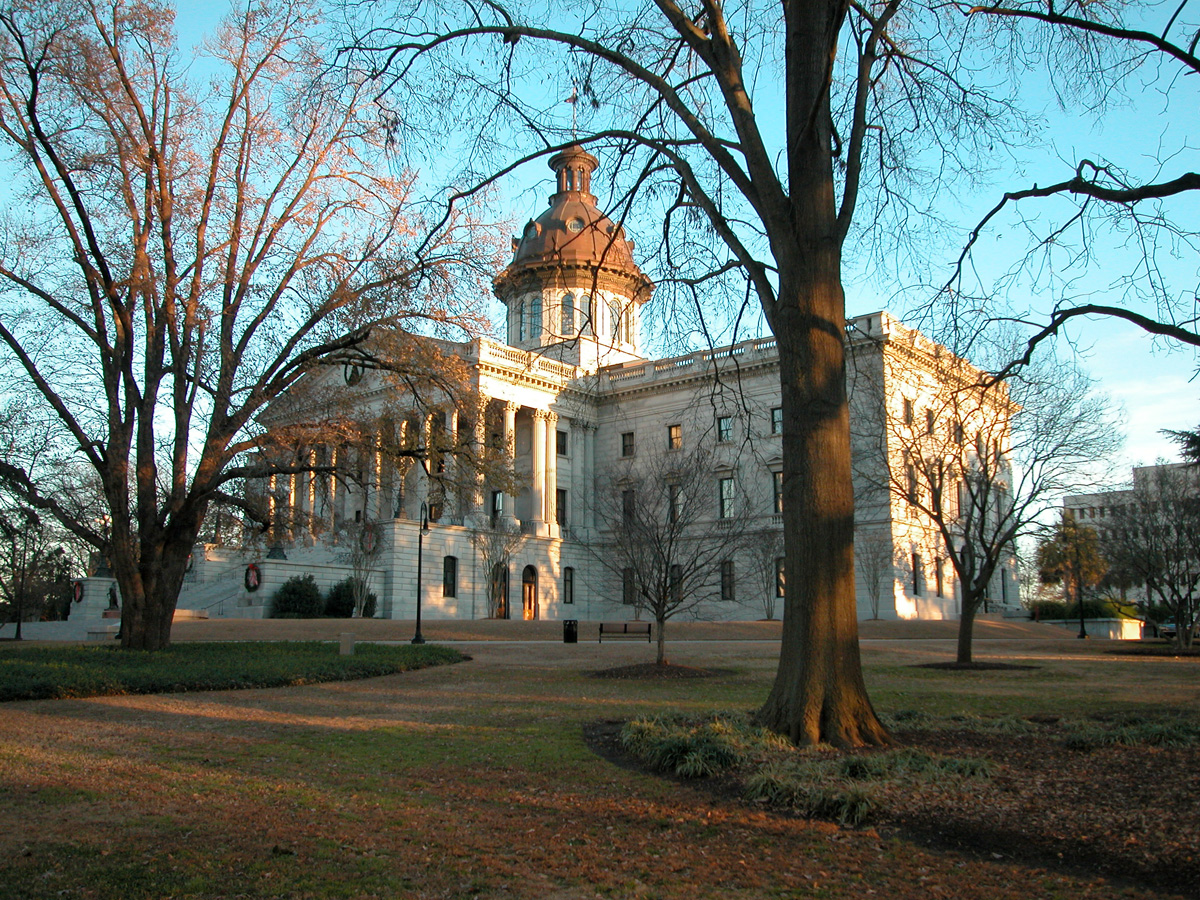
Capitole de l'État de Caroline du Sud

La Caroline du Sud a historiquement un faible pouvoir exécutif contré par un fort pouvoir législatif bicaméral connu comme l'Assemblée générale. Cette assemblée est composée de deux chambres, la Chambre des représentants, avec 124 représentants élus pour un mandat de deux ans, et le Sénat de 46 sénateurs ayant un mandat de quatre ans.
Lors de la session 2011-2013, le Sénat était contrôlé par les républicains (26 contre 19 élus démocrates) ainsi que la Chambre des représentants (75 républicains contre 48 démocrates).

#### Pouvoir judiciaire

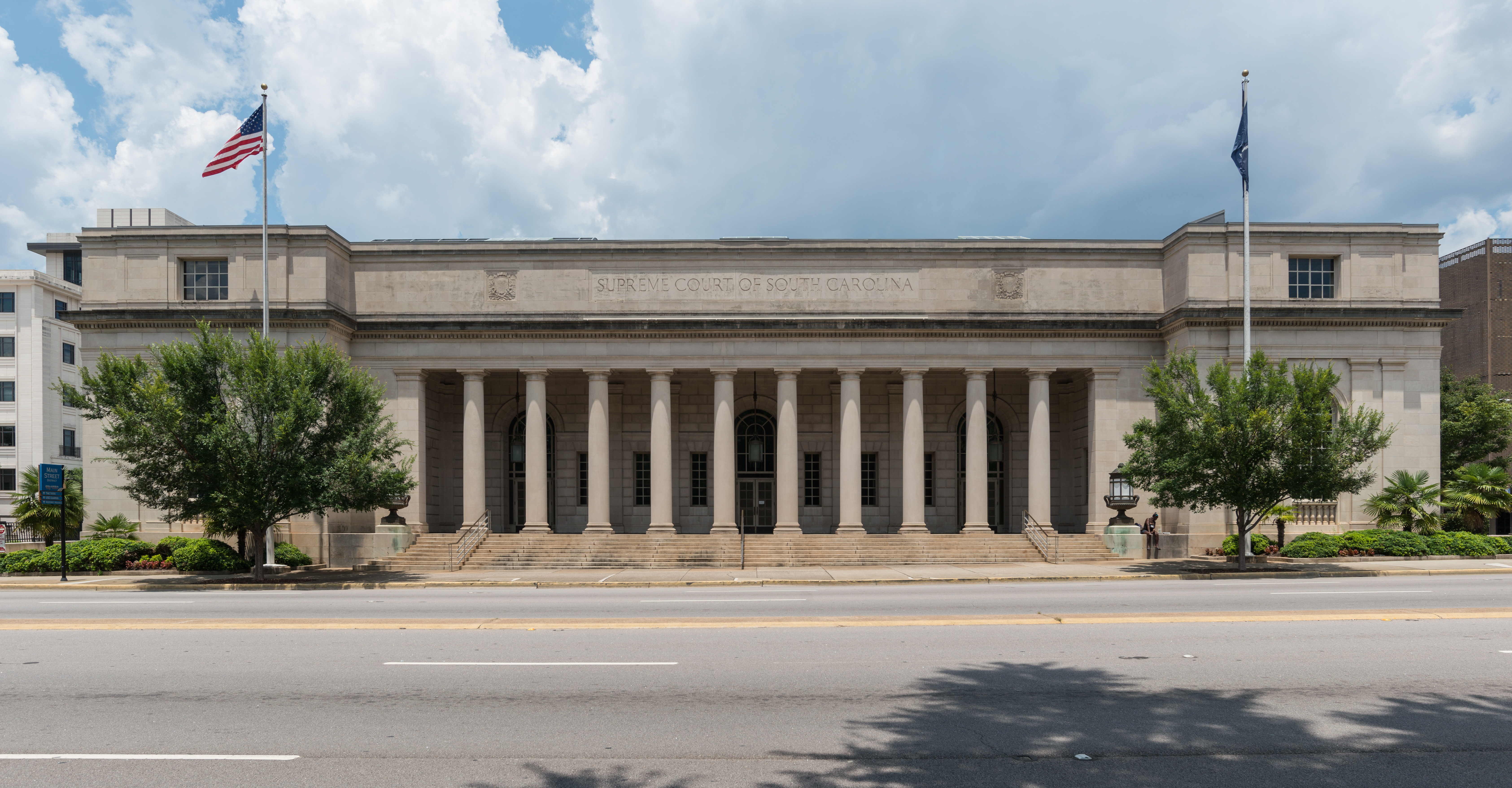
La Cour suprême de Caroline du Sud.

Le tribunal de district est le plus commun en Caroline du Sud. Il comporte le tribunal civil, la cour des réclamations communes (Court of Common Pleas), et la Court of General Sessions, qui est le Tribunal Pénal. La cour maintient une juridiction d'appel sur la Probate Court, la cour des Magistrats, le Tribunal Municipal, et l’Administrative Law Judge Division. L'État est divisé en 16 districts judiciaires, chacun ayant au moins un juge de district résident.
Le Tribunal des affaires familiales traite tous les sujets en rapport avec les relations familiales et domestiques, mais conserve aussi sa juridiction sur les cas concernant les mineures de moins de 17 ans, sauf en cas de trafic ou de violation de la loi sur les jeux. Certaines charges criminelles peuvent relever de la juridiction du Tribunal de District.
La Cour d'appel regroupe les procédures d'appels provenant des tribunaux familiaux et des tribunaux de districts, sauf les procédures d'appels relevant de la Cour Suprême (sept cas différents). La Cour d'appel est choisie par l'Assemblée Générale pour des mandats de 6 ans, renouvelés alternativement. La cour peut se réunir dans tous les comtés de Caroline du Sud.
La Cour suprême de Caroline du Sud est la cour la plus importante de Caroline du Sud. Le juge en chef et quatre Associate Justices sont élus pour un mandat de dix ans par l'Assemblée Générale. Il s'agit du seul État américain qui adopte ce système pour sa Cour suprême. Il n'y a pas de limite quant au nombre de mandats successifs possibles, mais l'âge de la retraite est de 72 ans. Son motto est Nil Ultra. La majorité des départs de la Cour se passe quand les Justices atteignent cet âge.[réf. nécessaire]

#### Questions de société
La prohibition était un débat majeur de l'histoire de la Caroline du Sud. Les électeurs approuvèrent la prohibition en 1892. Mais l'État fit créer des officines où les alcools lui appartenaient. Ces officines devinrent le symbole de la corruption étatique contrôlée par Ben Tillman et furent fermées en 1907. Aujourd'hui, la plupart des comtés de Caroline du Sud n'autorisent pas la vente d'alcool le dimanche mais les villes et comtés peuvent organiser des référendums pour changer cet état de fait. Six comtés autorisent actuellement[Quand ?] la vente d'alcool le dimanche; les comtés de Richland, Lexington, Georgetown, Charleston, Beaufort et d'Horry. Parmi les villes autorisant la vente d'alcool le dimanche on peut compter Columbia, Spartanburg, Greenville, Aiken, Rock Hill, Summerville, Santee, Daniel Island et Tega Cay.
Alors qu'il n'y a plus de « dry counties » en Caroline du Sud, certains comtés imposent des restrictions d'heure sur la vente d'alcool dans les magasins (ainsi, le comté de Pickens n'autorise pas la vente au-delà de 2 h du matin) là où elle est autorisée 24 heures sur 24 et 7 jours sur 7 ailleurs. Columbia, la capitale et la plus grande ville et également le siège de l'université de Caroline du Sud, a l'une des positions les plus relâchées quant à la vente d'alcool dans les bars : plusieurs d'entre eux, surtout ceux des Five Points, fréquentés par les jeunes, servent de l'alcool jusqu'au lever du soleil, et il est connu que la plupart des bars ou clubs en servent jusqu'à 6 heures du matin, bien que la légalité de cette pratique soit discutable. À Greenville, plusieurs bars servent de la nourriture, ce qui leur permet d'échapper à l'interdiction de servir de l'alcool après deux heures du matin.
Avant 2006, la Caroline du Sud était connue des touristes et résidents comme étant le dernier État de la Nation à imposer que les cocktails et liqueurs soient servis dans des mini-bouteilles au lieu de bouteilles au format classique. La logique qui existait derrière cette loi était que cela permettait de simplifier la taxation sur l'alcool et autorisait les patrons de bar à avoir une quantité standard d'alcool dans chaque boisson. Toutefois, ces petites bouteilles contiennent 52 ml d'alcool, soit près de 30 % de plus que les 35 ml présents dans les boissons classiques, avec pour conséquence évidente des cocktails plus forts et des clients en état d'ébriété. La loi fut changée en 2006 pour permettre la vente des deux types de bouteilles.
La Caroline du Sud exige également que les vendeurs de vins et de spiritueux munis d'une autorisation installent trois points rouges sur la façade principale de leurs bâtiments, et au moins deux points rouges sur les autres murs. Ces points doivent être visibles de la route sur laquelle ils se trouvent.
En novembre 2006, les électeurs approuvèrent à 80 % un amendement constitutionnel interdisant le mariage gay ou toute autre union civile homosexuelle.
L’avortement dans l’État de Caroline du Sud est possible jusqu'à la sixième semaine de grossesse. Toutefois, après la révocation en 2022 par la Cour suprême de l'arrêt Roe v. Wade qui garantissait le droit à l'avortement, les législateurs républicains décident d'interdire totalement l'avortement dans l’État, sauf dans les cas où la vie de la mère est en danger. Les sénateurs ont également présenté un projet de loi qui rendrait illégal le fait de fournir « des informations [sur la façon d'obtenir un avortement] à une femme enceinte ou à une personne cherchant à obtenir des informations au nom d'une femme enceinte, par téléphone, par Internet ou par tout autre mode de communication ». La législation rendrait illégal le simple fait d'orienter une femme vers un prestataire de services d'avortement. Un représentant républicain présente même en 2023 une proposition de loi prévoyant la peine de mort pour les femmes ayant recours à l'avortement.

## Éducation

### Établissements d'études supérieurs
La Caroline du Sud accueille une cohorte de divers établissements de hautes études, des grandes universités de recherches fondées par l'État aux petites universités d'arts, de religion, ou de tradition militaires.
Fondé en 1770 et sous charte en 1785, le College of Charleston (appelés le « C of C ») est la plus vieille institution de grandes écoles en Caroline du Sud, la 13e plus vieille aux États-Unis, et le premier « municipal college » du pays. Le Collège est, avec les « Colonial Colleges », considéré comme l'institution fondatrice et originelle des hautes écoles des États-Unis. Parmi ses fondateurs se trouvent trois signataires de la Déclaration d'indépendance et trois signataires de la Constitution des États-Unis. Le campus historique du college, qui est listé sur le Registre national des lieux historiques du Département de l'Intérieur des États-Unis, forme une partie intégrante du centre urbain du Charleston colonial. En tant qu'un des établissements de hautes études les plus importants de sa classe dans le Sud-Est des États-Unis, le College of Charleston est connu au niveau national pour l'éducation des non-encore diplômés surtout en biologie marine, en littérature antique, en histoire de l'art et en préservation historique.
L'université de Caroline du Sud (USC) est une université publique et de recherches située à Columbia. Le campus de l'université couvre une surface de 1,5 km2 dans le cœur urbain à moins d'un pâté de maisons du Capitole de l'État de Caroline du Sud. L'université de Caroline du Sud accueille un nombre de 26 000 étudiants sur le campus de Columbia. L'institution fut fondée en 1801 en tant que l'université de Caroline du Sud dans un effort pour promouvoir l'harmonie entre le Lowcountry et l’Upstate. Le College devint un symbole du sud dans la période d'avant-guerre puisque ses diplômés étaient au premier rang lors de la sécession vis-à-vis de l'Union. De la Guerre de Sécession à la Seconde Guerre mondiale, l'institution manquait d'une direction claire et était constamment réorganisée pour contrer les besoins du pouvoir politique. En 1957, l'université s'agrandit avec le système de l'université de Caroline du Sud.

## Culture

### Sports
La Caroline du Sud n'a pas de franchise sportive professionnelle en NFL, NHL, NBA, ou MLB située dans l'État ; toutefois les Carolina Panthers de la NFL (basée à Charlotte (Caroline du Nord)), et les Hurricanes de la Caroline de la NHL (basée à Raleigh en Caroline du Nord) représentent les deux Carolines. De plus, les Panthers ont joué leur première saison à Clemson, et ils ont, comme les Hornets de Charlotte de la NBA conservé des centres d'entrainement près du Wofford College à Spartanburg et à Fort Mill dans le comté de York, respectivement.
Il y a de nombreuses équipes de ligue mineure basées dans l'État, ou qui jouent leurs programmes au sein de ses frontières. Le niveau sportif le plus élevé de la ligue mineure de Caroline du Sud est l'équipe de football de Division 1 de l'USL, les Battery de Charleston. L'équipe joue dans le Blackbaud Stadium, un stade spécialement consacré au football, situé à Daniel Island à Charleston. Actuellement, seuls Greenville, Myrtle Beach, et Charleston revendiquent un autre niveau de baseball professionnel. Curieusement, pour un État ou les chutes de neige et la glace sont une rareté, le hockey sur glace professionnel a été populaire dans beaucoup de lieux de l'État depuis les années 1990. Bien que quatre équipes fussent en compétition en même temps en Caroline du Sud, la East Coast Hockey League (ECHL) ne surveille les opérations que de deux franchises, la première est la Inferno de Columbia, et l'autre les Stingrays de la Caroline du Sud (qui joue à North Charleston). D'après la ligue, toutefois, Myrtle Beach devrait recevoir une franchise quand leur nouvelle arène sera terminée d'ici à 2008/9.
Le sport universitaire est particulièrement développé en Caroline du Sud. Les Tigers de l'université Clemson et les Gamecocks de l'université de Caroline du Sud attirent régulièrement près de 80 000 spectateurs aux matchs interscolaires. De plus petites universités ont des programmes sportifs compétitifs, dont The Citadel, la Coastal Carolina, College of Charleston, Francis Marion, Furman, North Greenville University, Presbyterian College, Lander University, SC State, Southern Wesleyan University, Spartanburg Methodist College, USC Upstate, Winthrop, Wofford.
Les courses de NASCAR sont nées dans le Sud, et la Caroline du Sud a, dans le passé, accueilli beaucoup d'importantes course de NASCAR, principalement sur la Darlington Raceway. La Darlington Raceway a encore une course de NASCAR un week-end, souvent lors du week-end de la fête des Mères.
La Caroline du Sud est aussi connue pour ses nombreux golfs.
Les sports aquatiques sont aussi une activité très populaire en Caroline du Sud. Avec un espace littoral important, la Caroline du Sud dispose de différentes activités de plage tel que le surf, pêche en eaux profondes, et la pêche à la crevette. Certains des plus gros poissons chats jamais pêchés le furent dans le Lac Santee. L'Upstate de Caroline du Sud offre aussi d'exceptionnelles activités aquatiques. La région des Midlands propose aussi des zones de récréation basées sur l'eau tournant autour des lacs Marion et Murray et de rivières tels que la Congaree, Saluda, Broad et l'Edisto.

### Parcs nationaux
- Charles Pinckney National Historic Site à Mt. Pleasant
- Parc national de Congaree à Hopkins
- Cowpens National Battlefield près de Chesnee,
- Fort Moultrie à Sullivan's Island
- Fort Sumter à Charleston
- Kings Mountain National Military Park à Blacksburg
- Ninety Six National Historic Site à Ninety Six
- Overmountain Victory National Historic Trail

### Monuments nationaux
- Fort Moultrie
- Fort Sumter

### Musées
- Maison Thomas Elfe

## États jumelés
- Queensland, Australie
- Rhénanie-Palatinat, Allemagne
- Bergame, Italie

## Sources

## Compléments

### Lectures approfondies

#### Manuels et revues
- (en) Jack Bass, Porgy Comes Home : South Carolina After 300 Years, Sandlapper, 1970
- (en) Walter Edgar, South Carolina : A History, Maison d'édition de l'Université de Caroline du Sud, 1998, 716 p. (ISBN 978-1-57003-255-4, lire en ligne)
- (en) George C. Rogers Jr. et C. James Taylor, A South Carolina Chronology, 1497-1992, University of South Carolina Press, 1994, 177 p. (ISBN 978-0-87249-971-3)
- (en) Duncan Wallace David, South Carolina : A Short History, 1520-1948, 1951 (ISBN 978-0-87249-079-6)
- (en) WPA, South Carolina : A Guide to the Palmetto State, 1941
- (en) Louis B. Wright, South Carolina : A Bicentennial History, 1977, 225 p. (ISBN 978-0-393-05560-3)

#### Études secondaires
- (en) Jack Bass et Marilyn W. Thompson, Ol' Strom : An Unauthorized Biography of Strom Thurmond, University of South Carolina Press, 1998, 368 p. (ISBN 978-1-57003-514-2, lire en ligne)
- (en) Sean R. Busick, A Sober Desire for History : William Gilmore Simms as Historian, 2005, 143 p. (ISBN 978-1-57003-565-4, lire en ligne)
- (en) Erskine Clarke, Our Southern Zion : A History of Calvinism in the South Carolina Low Country, 1690-1990, University of Alabama Press, 30 janvier 1996 (ISBN 978-0-8173-0757-8)
- (en) Steven Channing, Crisis of Fear : Secession in South Carolina, 1970
- (en) Nadine Cohodas, Strom Thurmond and the Politics of Southern Change, Simon & Schuster, 1993
- (en) Margaret L. Coit, John C. Calhoun : American Portrait, 1950
- (en) Verner W. Crane, The Southern Frontier, 1670-1732, 1956
- (en) Lacy K. Ford Jr., Origins of Southern Radicalism : The South Carolina Upcountry, 1800-1860, 1991
- (en) Michael S. Hindus, Prison and Plantation : Crime, Justice, and Authority in Massachusetts and South Carolina, 1767-1878, 1980
- (en) George Lloyd Johnson Jr., The Frontier in the Colonial South : South Carolina Backcountry, 1736-1800, 1997
- (en) Frank E. Jordan, Jr., The Primary State : A History of the Democratic Party in South Carolina, 1876-1962, Columbia, 1967
- (en) Harriet Keyserling, Against the Tide : One Woman's Political Struggle, University of South Carolina Press, 1998
- (en) Stephen Kantrowitz, Ben Tillman & the Reconstruction of White Supremacy, 2002
- (en) Peter F. Lau, Democracy Rising : South Carolina And the Fight for Black Equality Since 1865, 2006
- (en) Neal R. Peirce, The Deep South States of America : People, Politics, and Power in the Seven Deep South States, 1974
- (en) George C. Rogers, Evolution of a Federalist : William Loughton Smith of Charleston (1758-1812), 1962
- (en) Harold S. Schultz, Nationalism and Sectionalism in South Carolina, 1852-1860, 1950
- (en) Bryant Simon, A Fabric of Defeat : The Politics of South Carolina Millhands, 1910-1948, 1998
- (en) Francis Butler Simkins, The Tillman Movement in South Carolina, 1926
- (en) Francis Butler Simkins, Pitchfork Ben Tillman : South Carolinian, 1944
- (en) Francis Butler Simkins et Robert Hilliard Woody, South Carolina during Reconstruction, 1932
- (en) Manisha Sinha, The Counterrevolution of Slavery : Politics and Ideology in Antebellum South Carolina, 2000
- (en) Warren B. Smith, White Servitude in Colonial South Carolina, 1961
- (en) Allen Tullos, Habits of Industry : White Culture and the Transformation of the Carolina Piedmont, 1989
- (en) Joel R. Williamson, After Slavery : The Negro in South Carolina during Reconstruction, 1861-1877, 1965
- (en) Peter H. Wood, Black Majority : Negroes in Colonial South Carolina from 1670 Through the Stono Rebellion, 1996

#### Études locales
- Bass, Jack and Jack Nelson.The Orangeburg Massacre, . Mercer University Press, 1992.
- Burton, Orville Vernon. In My Father's House Are Many Mansions: Family and Community in Edgefield, South Carolina (1985), social history
- Carlton, David L. Mill and Town in South Carolina, 1880-1920 (1982)
- Clarke, Erskine. Dwelling Place: A Plantation Epic (2005)
- Danielson, Michael N. Profits and Politics in Paradise: The Development of Hilton Head Island, . University of South Carolina Press, 1995.
- Doyle, Don H. New Men, New Cities, New South: Atlanta, Nashville, Charleston, Mobile, 1860-1910 (1990)
- Huff, Jr., Archie Vernon. Greenville: The History of the City and County in the South Carolina Piedmont, University of South Carolina Press, 1995.
- Moore, John Hammond. Columbia and Richland County: A South Carolina Community, 1740-1990, University of South Carolina Press, 1993.
- Moredock, Will. Banana Republic: A Year in the Heart of Myrtle Beach, . Frontline Press, 2003.
- Pease, William H. and Jane H. Pease. The Web of Progress: Private Values and Public Styles in Boston and Charleston, 1828-1843 (1985),
- Robertson, Ben. Red Hills and Cotton, . USC Press (reprint), 1991.
- Rose, Willie Lee.  Rehearsal for Reconstruction: The Port Royal Experiment (1964)

#### Science politique
- Carter, Luther F. and David Mann, eds. Government in the Palmetto State: Toward the 21st century, . University of South Carolina, 1993. (ISBN 978-0-917069-01-7)
- Graham, Cole Blease and William V. Moore. South Carolina Politics and Government. Univ. of Nebraska Press, 1994.  (ISBN 978-0-8032-7043-5)
- Tyer, Charlie. ed. South Carolina Government: An Introduction, . USC Institute for Public Affairs, 2002.  (ISBN 978-0-917069-12-3)

#### Documents primaires
- (en) Alexander S. Salley, Narratives of Early Carolina, 1650-1708, 1911, 388 p. (ISBN 978-0-7812-6298-9)
- (en) Charles Woodmason, The Carolina Backcountry on the Eve of the Revolution : The Journal and Other Writings of Charles Woodmason, Anglican Itinerant, Richard J. Hooker, 1953, 305 p. (ISBN 978-0-8078-4035-1, lire en ligne)